# Kościół São Roque w Lizbonie
Kościół São Roque (port: Igreja de São Roque, Kościół św. Rocha) – kościół rzymskokatolicki w Lizbonie, w Portugalii. Jest to pierwszy kościół jezuicki, jaki powstał na ziemiach portugalskich i był to główny kościół Towarzystwa Jezusowego w Portugalii przez ponad 200 lat, do czasu kasaty zakonu. 
Kościół São Roque był jednym z nielicznych budynków w Lizbonie, który przetrwał trzęsienie ziemi z 1755. Zbudowany został w XVI wieku. Składa się z szeregu kaplic, większości w stylu barokowym, pochodzących z wieku XVII. Najbardziej godna uwagi jest XVIII-wieczna kaplica św. Jana Chrzciciela (Capela de São João Baptista), projektu Nicoli Salvi i Luigiego Vanvitelli, zbudowana w Rzymie z wielu kamieni szlachetnych, a następnie przetransportowana w częściach i przebudowana w São Roque. Wówczas uważano ją za najdroższą kaplicę w Europie.
Od 1910 kościół uznawany jest za Zabytek Narodowy (Monumento Nacional). W kościele znajduje się muzeum sztuki sakralnej.